# Paranormal Activity: The Marked Ones
Paranormal Activity: The Marked Ones (bra: Atividade Paranormal: Marcados pelo Mal; prt: Atividade Paranormal: Os Escolhidos) é um filme americano de 2014, dos gêneros terror e suspense, dirigido e escrito por Christopher B. Landon.

## Sinopse
Fascinados por filmar com câmera portátil, os amigos de ensino médio Hector e Jesse estão na casa deste e, ao ouvir sons estranhos no apartamento do andar de baixo, onde mora uma mulher com fama de bruxaria, resolvem atormentá-la, o que a faz jurar vingança. Quando ela morre, eles decidem invadir o apartamento, e descobrem algo do seu passado e sua família e que ela tinha Jesse em seu alvo.

## Elenco
- Andrew Jacobs ... Jesse Arista
- Jorge Diaz ... Héctor Estrella
- Gabrielle Walsh ... Marisol Vargas
- Richard Cabral ... Arturo López
- Renee Victor ... Irma Arista
- Carlos Pratts ... Oscar Hernández
- Catherine Toribio ... Penélope
- Noemi Gonzalez ... Evette Arista
- Gigi Feshold ... Natalie
- Gloria Sandoval ... Ana Sánchez
- Juan Vasquez ... Santo
- David Saucedo ... César Arista
- Julian Works ... Pablo
- Molly Ephraim ... Ali Rey
- Katie Featherston ... Katie (adulta)
- Chloe Csengery ... Katie (jovem)
- Jessica Tyler Brown ... Kristi (jovem)
- Micah Sloat ... Micah

## Dublagem brasileira
- Estúdio de dublagem: Delart[4]
- Direção de Dublagem: Manolo Rey[4]
- Cliente:  Paramount[4]
- Tradução:  Pavlos Euthymiou[4]
- Técnico(s) de Gravação:  Léo Santos e Rodrigo Oliveira[4]
- Mixagem:  Cláudio Alves[4]

Dubladores
- Hector: Léo Rabelo[4]
- Jesse: Manolo Rey[4]
- Marisol: Fabiana Aveiro[4]
- Irma: Rita Lopes[4]
- Ana: Marize Motta[4]
- Curandeiro: Carlos Seidl[4]
- Ali: Erika Menezes[4]

## Recepção
No agregador de críticas Rotten Tomatoes, que categoriza as opiniões apenas como positivas ou negativas, o filme tem um índice de aprovação de 39% calculado com base em 83 comentários dos críticos. Por comparação, com as mesmas opiniões sendo calculadas usando uma média aritmética ponderada, a nota é 4.70/10 que é seguida do consenso: "Uma mudança de cenário dá uma nova vida à franquia, mas Paranormal Activity: The Marked Ones não fornece emoções consistentes suficientes para justificar um quinto filme da série".
Já no agregador Metacritic, que calcula as notas usando somente uma média aritmética ponderada a partir das avaliações de 19 críticos que escrevem em maioria para a imprensa tradicional, o filme tem uma pontuação de 42 entre 100, com a indicação de "revisões mistas ou neutras".